# Georgy Klimov
Georgy Klimov (russe : Климов, Георгий Андреевич) (né le 23 septembre 1928, à Léningrad - mort le 29 avril 1997, à Moscou) est un linguiste, caucasologue soviétique puis russe,.
C'est un spécialiste de la linguistique comparative et de la typologie des langues kartvéliennes,,.